# Óscar Guerra Maldonado
Óscar Guerra Maldonado (Quito, 1925- Quito, 8 de julio de 2018) conocido artísticamente como Sarzocita fue un actor de teatro y televisión ecuatoriano.

## Biografía
Óscar Guerra Maldonado ‘Sarzosita’ nació en Quito en 1925, hijo de Ruperto Guerra Montenegro y Cecilia Maldonado. Tuvo dos hermanos menores Francisco y Sandra. Ya en la escuela, demostró sus dotes teatrales y de baile. A pesar de ello, las estrecheces económicas de su familia le impidieron acabar los estudios secundarios. A partir de ahí, tuvo que trabajar como cuidador de carros o porteador de paquetes. 
A pesar de todo, Guerra desde los seis años frecuentaba el teatro, especialmente el Teatro Sucre donde su padre trabaja habitualmente, para mirar los ensayos y presentaciones y en alguna ocasión pata ayudar en las producciones.
En 1940, ganó un concurso organizado por Radio Nariz del Diablo, donde imitó a personajes como Chaplin o Buster Keaton y Evaristo. En el jurado estaban actores como Gonzalo Proaño o Jorge “el Gato” Araujo. En ese concurso se ganó la amistad de Don Evaristo, que posteriormente le contrataría. A partir de ahí, Guerra trabajó para importantes compañías internacionales, como las de Pepe Alfayate, Anita La Salle o María Guerrero. Además de actor, trabajaba en múltiples facetas como tramoyista o utillero.
No sería hasta 1960 y Ernesto Albán, conocido ya como Evaristo Corral y Chancleta, le confía el personaje Sarzosa o Sarzocita, que para entonces ya lo habían personificado, anteriormente, seis actores. Guerra sería el que alcanzaría el personaje a su cénit. Don Evaristo y él llevaron “Las Estampas Quiteñas” por todo el país y trabajarían juntos hasta la muerte de Albán en 1984.
Ya en solitario, Sarzosita actuó de manera esporádica con otros compañeros. También hizo incursiones en la política, apoyando públicamente a Lucio Gutiérrez, y del que posteriormente confesó sentirse defraudado.
En su vida privada, estuvo relacionado con diferentes mujeres y se le reconocen cuatro hijos, conmujeres distintas, como la peruana Alicia Andrade.
Guerra Maldonado fue reconocido con la Condecoración Marieta de Veintimilla en enero del 2016, el más alto reconocimiento que concedeel Ayuntamiento de Quito alas personas que han realizado servicios relevantes a la ciudad.
En marzo de 2018, la salud de Guerra Maldonado se fue deteriorando por culpa del Párkinson y fue internado en una clínica de la capital por una complicación que desató una bronco neumonía. En sus últimos días, residió en una casa para ancianos de Miraflores hasta su muerte a causa un paro cardiaco.